# جامعة كولومبيا البريطانية
جامعة كولومبيا البريطانية (بالإنجليزية: The University of British Columbia)‏ هي جامعة كندية بحثية عامة وهي أقدم مؤسسة للتعليم العالي في مقاطعة كولومبيا البريطانية وملتحق يها أكثر من 58 ألف طالب، تأسست الجامعة في فانكوفر في عام 1908 باسم "كلية ماكغيل الجامعية في كولومبيا البريطانية"، ثم أصبحت جامعة مستقلة باسم كولومبيا البريطانية في عام 1915.